# Chapter 1
「chapter 1」（チャプター ワン）は、シドの3枚目のシングル。2006年6月14日にデンジャークルー・レコードから発売された。

## 概要
- シド初のトップ10入りを果たした作品。
- 3形態でのリリース。初回限定版A・Bには、『2006.Spring Special』のライブ映像を収録したDVDがついているが、それぞれ収録内容が異なる。
- ホソイコエでラフな衣装に変遷した後のシングルだが、衣装は全員白のスーツで、ポップ系のフォーマルスタイルになっている。

## 収録曲
1. chapter 1
作詞:マオ、作曲:御恵明希
  - TBS系 『CDTV』6月度エンディングテーマ
楽曲内で使われているバイオリンの音は、ヴァイオリニストのNAOTOが演奏している。

  - PVは茨城県の渓谷の一部と森を使って撮影が行われた。曲が発売したのは6月だったが、PVの撮影は4月の半ばに行われていたようで、収録時は季節外れの寒さに見舞われ、かなり寒かったようである。また、PVに映し出される蝋燭は、わざわざ本当のものを20本近く使って撮影を行った。
2. 青いレンガ
作詞:マオ、作曲:しんぢ

## 収録アルバム
play(#1)
Side B complete collection〜e.B〜 (#2)
SID ALL SINGLES BEST(#3)